# Барановський Остап Миколайович
Барановський Остап Миколайович(нар. 16 червня 1970 в місті хоростків Гусятинського, нині Чортківського району Тернопільської області) — україн(нар. ський письменник, художник, викладач художнього відділу Чортківської музичної школи, музикант, автор текстів кількох альбомів для відомого тернопільського гурту «Фіра».

## Життєпис
Закінчив хоростківстку середню школу №2 міста Хоростків Гусятинського району Тернопільської області. Походить із третього покоління музикантів: брат, батьки, дядьки, дід — теж були музикантами. Батько - Барановський Микола Васильович майже півстоліття пропрацював директором музичної школи у Хоросткові, мати - Надія Йосипівна Барановська працювала завучем і викладачем теорії музики.
Остап Михайлович рацював у Хоростківській музичній школі викладачем малювання. Навчався у навчання в Тернопільському музичному училищі. Під час служби в армії грав в полковому оркестрі. Там познайомився і почав музикувати з Сергієм Степанівим, теперішнім керівником гурту «Фіра». Перші роки після армії грає в гурті і записує  власні композиції.
На даний час - викладач художнього відділу Чортківської музичної школи.
```
Надає музичним інструментам друге життя —  оформлює їх у техніці бріколаж і розмальовує.На одній із його гітар гітар є предмети й фактури, характерні для американських піонерів чи ковбоїв: лляні і шкіряні смужки, дорожній підсумок, мексиканський орнаментальний пояс в стилі Boho, частина легендарних джинсів Wrangler.Ці предмети тепер є уніформою ранчерів. Є в художника й розробка з гуцульськими ознаками. Як художник присвячує свої роботи історичним будинкам міста Чортків.
```